# Камчия (сорт грозде)
Вижте пояснителната страница за други значения на Камчия.
Ка̀мчия е бял винен сорт грозде, селектиран в България чрез кръстосване на сортовете Варненски мавруд и Ризлинг.
Къснозреещ сорт: узрява през втората половина на септември, началото на октомври. Лозите се отличават със среден растеж. Сортът има слаба студоустойчивост, но добри възстановителни способности. Гроздето е устойчиво на загниване.
Гроздът е средно голям (159 г.), коничен, понякога крилат, средно плътен. Зърната са дребни (1,2 г.), сферични, жълто-зелени до кехлибарени.
В технологична зрялост гроздето натрупва до 21,3 % захари и 7,4 – 10,6 г/л. киселини. Сортовите вина се отличават със сламено-бял цвят със зеленикави оттенъци, с хармоничен вкус и лек мискетов аромат.